# Jararaca (cangaceiro)
José Leite de Santana, conhecido por Jararaca (Buíque, 5 de maio de 1901 – Mossoró, 19 de junho de 1927), foi um cangaceiro brasileiro do bando de Lampião.

## Biografia

### Vida antes do cangaço
Entre 1920 e 1926 foi soldado do exército, pelo qual participou da Revolta Paulista de 1924, sob o comando de Isidoro Dias Lopes.

### Ingresso e morte no cangaço
Em 1926, deixou a farda para entrar para o cangaço, embora tenha tido uma participação muito curta. No fracassado ataque a cidade de Mossoró, em junho de 1927, foi preso e "justiçado" (morto sumariamente sem julgamento, após 4 dias de prisão) supostamente pelo soldado João Arcanjo.

## Representações na cultura popular
Acredita-se que Jararaca é um santo, pois antes de morrer, teria se arrependido dos pecados e depois de morto, se credita a ele algumas graças alcançadas, portanto, é considerado um santo popular na região de Mossoró. Centenas de pessoas visitam sua lápide anualmente.